# Rue de Chanzy (Nanterre)
Pour les articles homonymes, voir Rue Chanzy.
La rue de Chanzy est une voie de la commune française de Nanterre, dans le département français des Hauts-de-Seine.

## Situation et accès

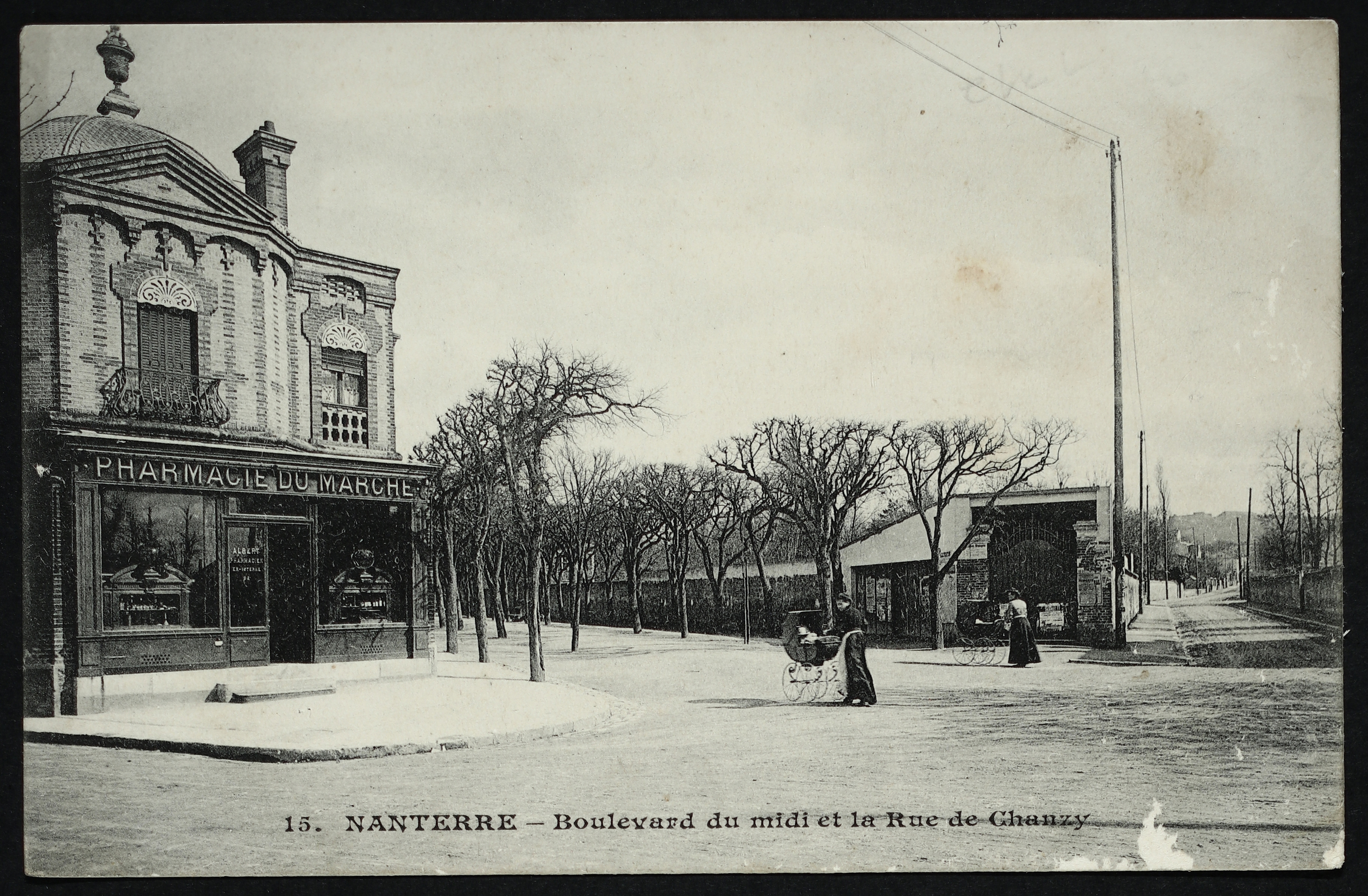
Boulevard du Midi et rue de Chanzy.

Cette rue commence dans l'axe du boulevard du Midi, à l'intersection de la rue du Castel-Marly et du boulevard du Sud-Est. Elle traverse la rue de la Croix puis l'avenue Vladimir-Illitch-Lénine. Elle se termine au sud, à l'avenue du Maréchal-Joffre.

## Origine du nom
Cette rue porte le nom du général français Alfred Chanzy (1823-1883).

## Historique
Cette rue rejoignait autrefois la rue des Suisses avant que son segment le plus au sud soit renommé en 1907 rue Joseph-Terneau, d'après le nom d'un ancien maire de la ville, de 1876 à 1880.

## Bâtiments remarquables et lieux de mémoire
- Marché du Centre[3].
- Square Chanzy[4].